# Mtskhéta
Mtskhéta (en géorgien : მცხეთა , romanisé : mtskheta) est une ville de la région de Mtskheta-Mtianeti, en Géorgie. Une des plus anciennes villes de Géorgie ainsi que l'une des plus anciennes villes habitées en continu du monde, elle est située à environ 20 km au nord de Tbilissi, à la confluence des rivières Mtkvari et Aragvi. Actuellement une petite capitale provinciale, pendant près d'un millénaire jusqu'au Ve siècle de notre ère, Mtskheta était une grande ville fortifiée, un centre économique et politique important du royaume d'Ibérie.
En raison de l'importance historique de la ville et de ses nombreux monuments culturels, les « Monuments historiques de Mtskheta » sont devenus membres du patrimoine mondial de l'UNESCO en 1994. En tant que lieu de naissance et l'un des centres les plus dynamiques du christianisme en Géorgie, Mtskheta a été déclaré « Ville sainte » par l'Église orthodoxe géorgienne en 2014.

## Géographie
Mtskhéta est situé sur une plaine, entourée de montagnes, à la confluence de deux rivières, Koura et Aragvi. La ville est proche au nord du Grand Caucase et du sud du Petit Caucase.

## Histoire

### Fondation
De nombreuses sépultures datant de l'âge du bronze (débutant du 1er millénaire av. J.-C.) prouvent que Mtskheta était déjà un lieu habité à cette époque.
Selon les Chroniques géorgiennes, Mtskheta a été fondée par Mtskhetos, fils de Kartlos, ancêtre éponyme des Géorgiens. Dans une autre version, plus acceptée par les historiens, Mtskheta a été fondée par d'anciennes tribus meschiennes au Ve siècle av. J.-C.

### Capitale du royaume d'Ibérie
Mtskheta a été la capitale du début du royaume géorgien d'Ibérie du IIIe siècle av. J.-C. au Ve siècle apr. J.-C. Les chroniques mentionnent que le royaume d'Ibérie et sa capitale ont été conquis par Alexandre le Grand au IVe siècle av. J.-C., bien que cela soit contesté par les historiens[source insuffisante].
Finalement, le souverain nommé par Alexandre détruit les murs de Mtskheta et ne laisse que quatre forteresses, dont l'une est connue aujourd'hui sous le nom d'Armazi.
Les anciennes sources des IVe et IIIe siècles av. J.-C. mentionnent que Mtskheta avait un certain nombre de quartiers. Parmi eux, Armazis-tsikhe, Tzitzamuri, Jvari et d'autres. Comme d'autres villes géorgiennes, il était divisé en ville proprement dite et en citadelle.
Les fouilles et les chroniques géorgiennes montrent des constructions considérables à l'époque hellénistique : maisons résidentielles, palais et fortifications. Une nouvelle muraille est construite autour de Mtskheta par le premier roi géorgien Parnavaz au début du IIIe siècle av. J.-C., et plus tard renforcée par son fils Saurmag entre la fin du IIIe siècle et le début du IIe siècle av. J.-C. À la fin du IIe siècle - au début du Ier, le roi Parnajom renforçe ses relations avec les Perses et invita les zoroastriens à s'installer dans la capitale, conduisant probablement à la construction de temples zoroastriens dans la ville, bien qu'aucune preuve archéologique n'existe. Là encore, les murs de Mtskheta ont été renforcés pendant le règne de Bartom Ier au Ier siècle av. J.-C., et plus tard également par Pharsman Ier. Ce dernier roi est associé à l'apparition de premières communautés chrétiennes à Kartli et à l'arrivée de la Sainte Tunique à Mtskheta, amenée de Jérusalem par des Juifs locaux.
La ville était fortement fortifiée à cette époque, ayant des murs de part et d'autre de la rivière Mtkvari, auxquels s'ajoutent trois forts la protégeant. La principale citadelle, Armazi, sur le mont Bagineti était de contrôler l'entrée du sud et de l'est, Tsitsamaouri, à la base du mont Jvari du nord, et Sarkine par l'ouest.
Mtskheta était un site d'activité chrétienne précoce qui a entraîné la christianisation de l'Ibérie, où le christianisme a été proclamée religion d'État en 337 et où siège jusqu'à nos jours l'Église orthodoxe géorgienne. Autour de cette période, Mtskheta était une ville culturellement développée. Une pierre tombale datée entre la fin du IVe siècle et le Ve siècle, trouvée dans la nécropole de Samtavro, contient une épitaphe en grec, parlant du principal architecte et archédiographe (artiste) de Mtskheta Aurelius Acholis.
Dans les premières années qui ont suivi la conversion de la Géorgie au christianisme, une petite église en bois a été construite dans le centre de la ville, plus tard pour devenir la Cathédrale de Svétitskhovéli où des fouilles archéologiques révélèrent des vestiges de l'église en bois dans la cathédrale. Au Ve siècle apr. J.-C., la petite église ne satisfaisait plus la communauté croissante de la ville, et Vakhtang Ier fit construire une grande basilique, la plus grande église de l'Assomption en Géorgie, Svetitskhoveli, qui exista jusqu'au XIe siècle. Le premier Catholicos est élu au Ve siècle et s'installe dans le complexe religieux de la ville. En 1010, la basilique de Svetitskhoveli est agrandie et transformée en cathédrale, avec un monastère. A la demande du catholicos Melchizedek, le tombeau du roi Mirian III, qui avait établit le christianisme comme religion officielle, est installé dans la cathédrale.

### Moyen Âge
Le roi Vatché II (début du VIe siècle apr. J.-C.), successeur de Vakhtang Ier, déplaça la capitale à Tbilissi plus facilement défendable selon la volonté laissée par son père. Par la suite, l'importance de Mtskheta a commencé à diminuer, tandis que celle de Tbilissi a augmenté. Cependant, Mtskheta demeura un lieu de couronnement et de sépulture pour la plupart des rois de Géorgie jusqu'à la fin du royaume au XIXe siècle. La ville a subi d'énormes dégâts lors de la défaite du califat omeyyade face aux Khazars entre 736 et 739, et à nouveau lorsque Tamerlan vainquit la région au XVe siècle. Ces attaques réduisent la taille de la ville et, au moment où la Géorgie est rattachée à la Russie en 1801, elle n'est guère plus qu'un village, mais l'industrialisation améliora par la suite la situation économique de la ville[source insuffisante].

### Époque contemporaine
En reconnaissance de son rôle dans l'histoire chrétienne de la Géorgie, Mtskheta a obtenu le statut de « Ville Sainte» par le Catholicos-Patriarche Elie II de Géorgie conformément au témoignage écrit de son prédécesseur du XIe siècle, Melchizedek I de Géorgie.

### Monuments

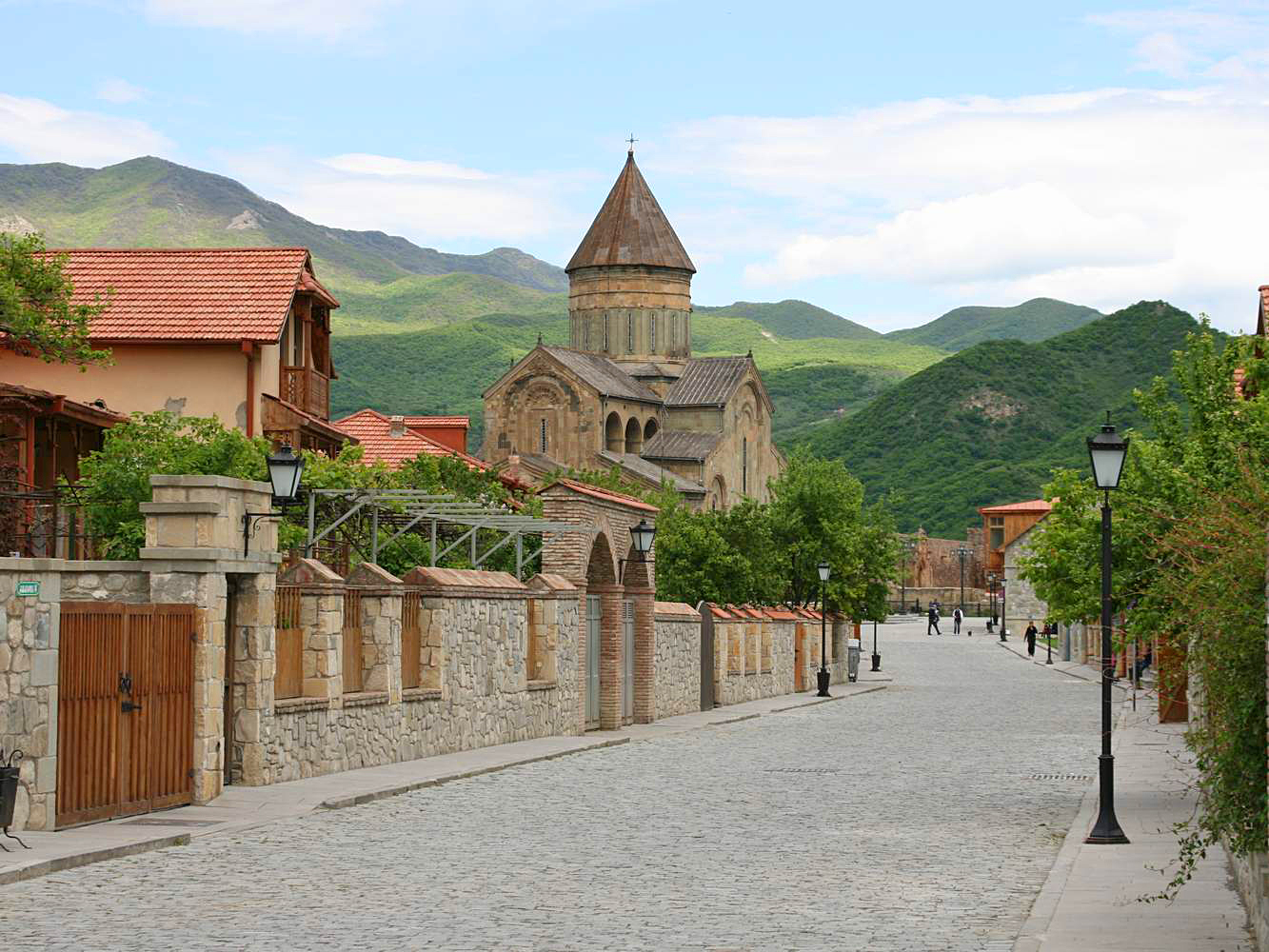
Rue Gamsakhourdia, avec la cathédrale de Svétitskhovéli.

Vue panoramique de la ville en 2023 depuis le monastère de Jvari

La cathédrale de Svétitskhovéli (XIe siècle), le monastère de Samtavro (IVe siècle) et le monastère de Jvari (VIIIe siècle) figurent parmi les monuments les plus notables de l'architecture chrétienne géorgienne, ainsi que dans le développement de l'architecture médiévale dans tout le Caucase géorgien. La nécropole de Samtavro, lieu de sépulture au nord du monastère, est datée entre le milieu du IIIe millénaire av. J.-C. et le Xe siècle. Aux abords de la ville se trouvent les ruines de la forteresse d'Armaztsikhe IIIe siècle av. J.-C.), l'acropole d'Armaztsikhe (datant de la fin du Ier siècle av. J.-C.), les vestiges d'un « pont de Pompée » (construite, selon les légendes, par les légionnaires de Pompée le Grand au Ier siècle avant notre ère) et la forteresse de Bebris tsikhe (XIVe siècle). Un mausolée d'une femme fortunée, datant du Ier siècle apr. J.-C., fut retrouvé près de la gare actuelle : la structure imite celle d'une maison avec un fronton, un toit recouvert de tuiles. À ces découvertes faites à l'intérieur du mausolée, s'ajoute une petite statue en bronze représentant un jeune homme jouant de la flûte.

## Économie  et population
Au XXIe siècle, l'essentiel des ressources semble désormais provenir du tourisme, interne (pèlerinage religieux) et externe (patrimonial) : commerces, hébergement, restauration, transport, animation.
L'agglomération offre plusieurs établissements de qualité, dont les meilleurs[En quoi ?] seraient (au printemps 2018) le Café Tatin, les restaurants Salobie, Gudjari, Armazis Tskaro[réf. nécessaire].
Elle comptait 7 392 habitants en 2024.

## Galerie

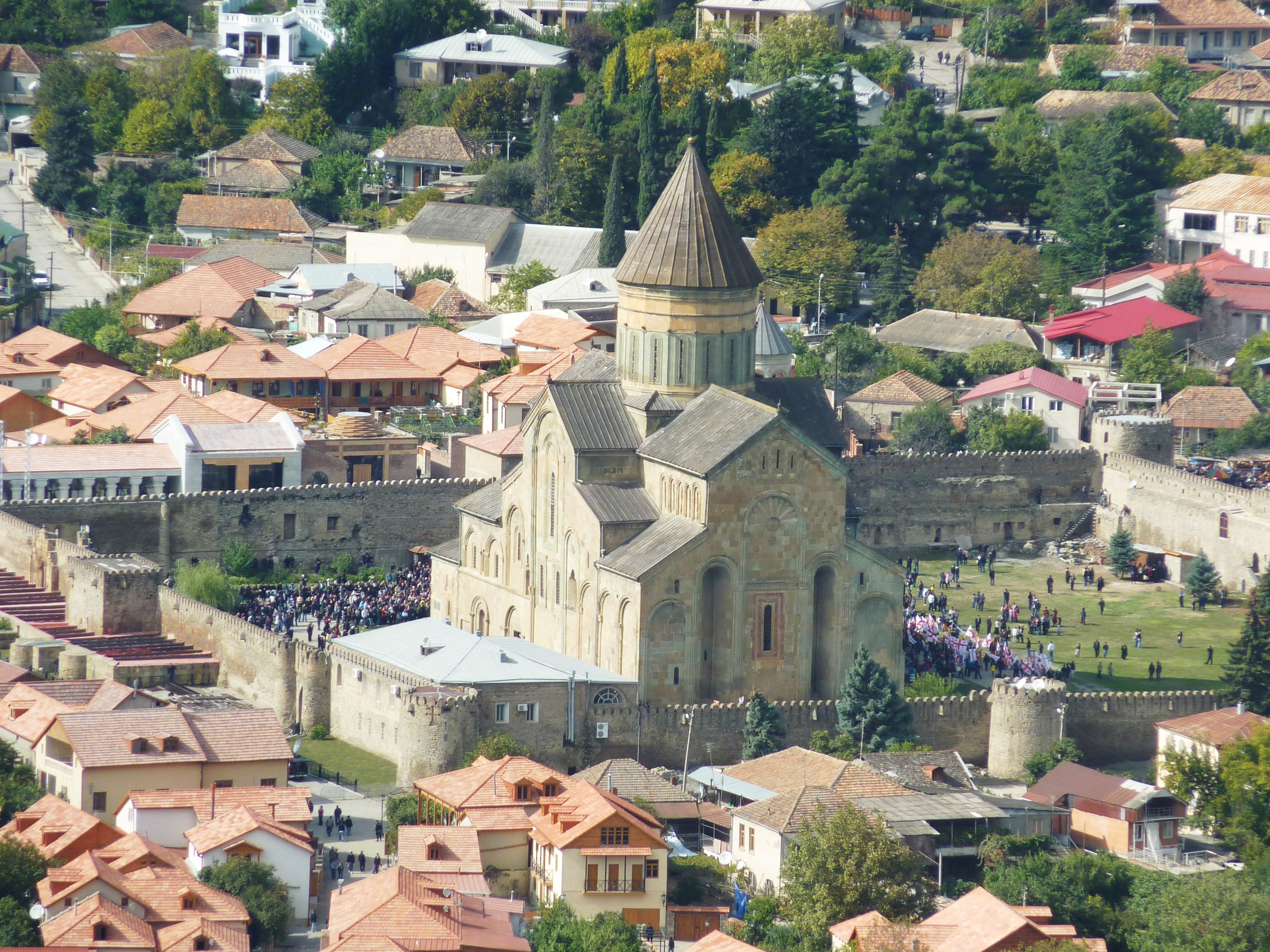
La cathédrale de Svétitskhovéli vue du monastère de Djvari.
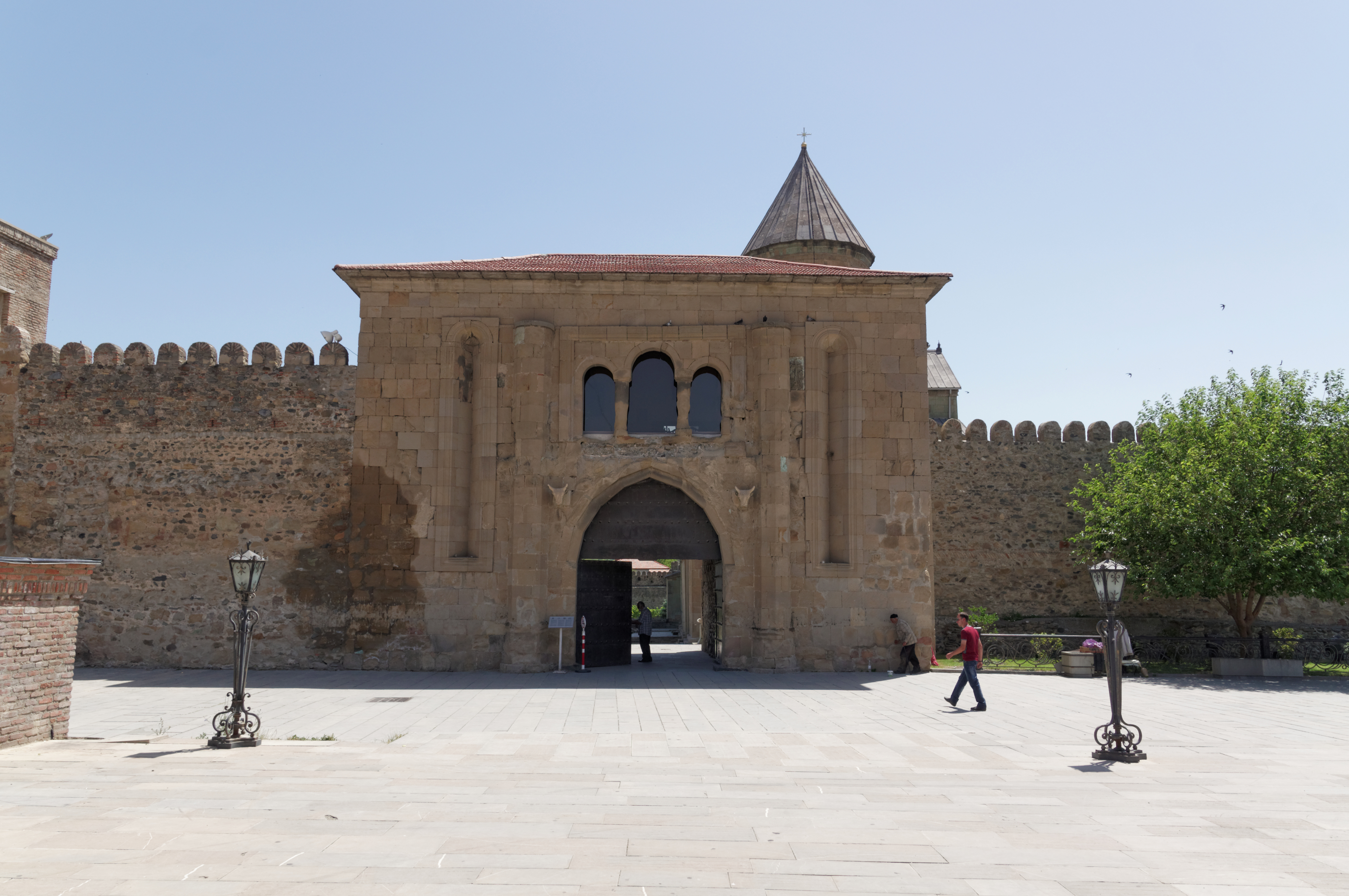
Mtskhéta: le portail d'entrée de la cathédrale de Svétitskhovéli.
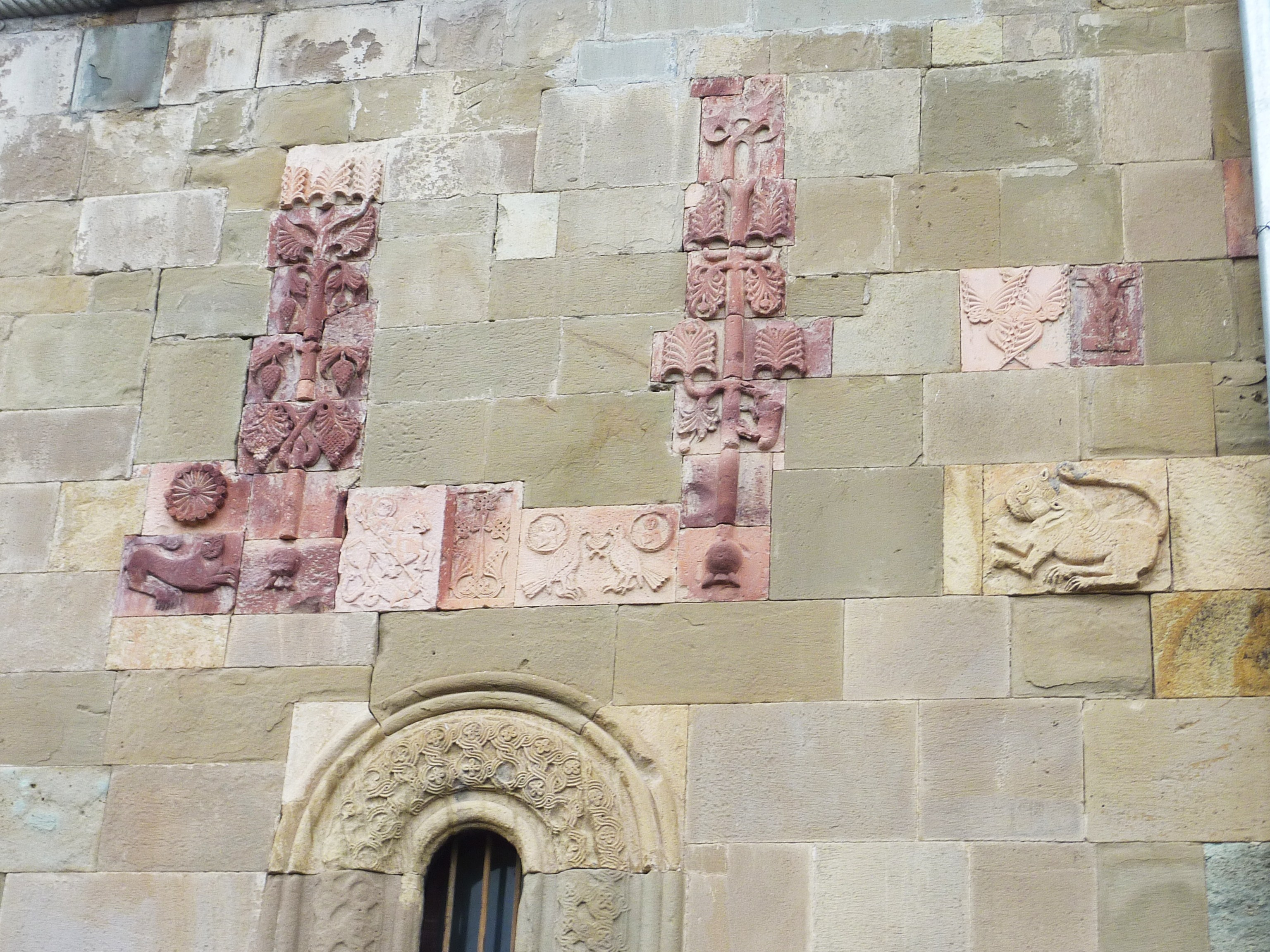
Détail de sculptures sur le mur extérieur de la cathédrale Svétitskhovéli.
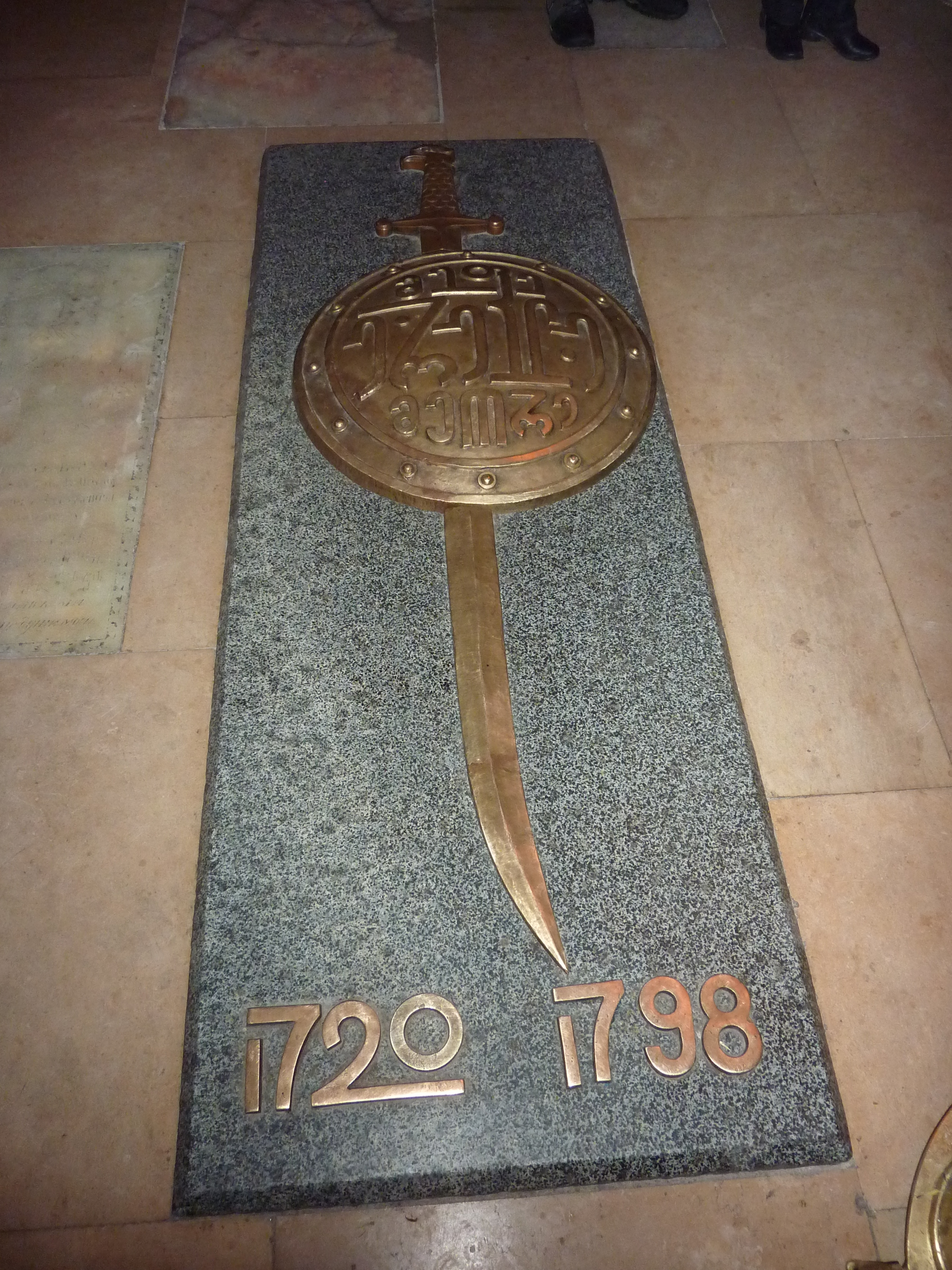
Tombe du roi Irakli II (1720-1768) dans la cathédrale.
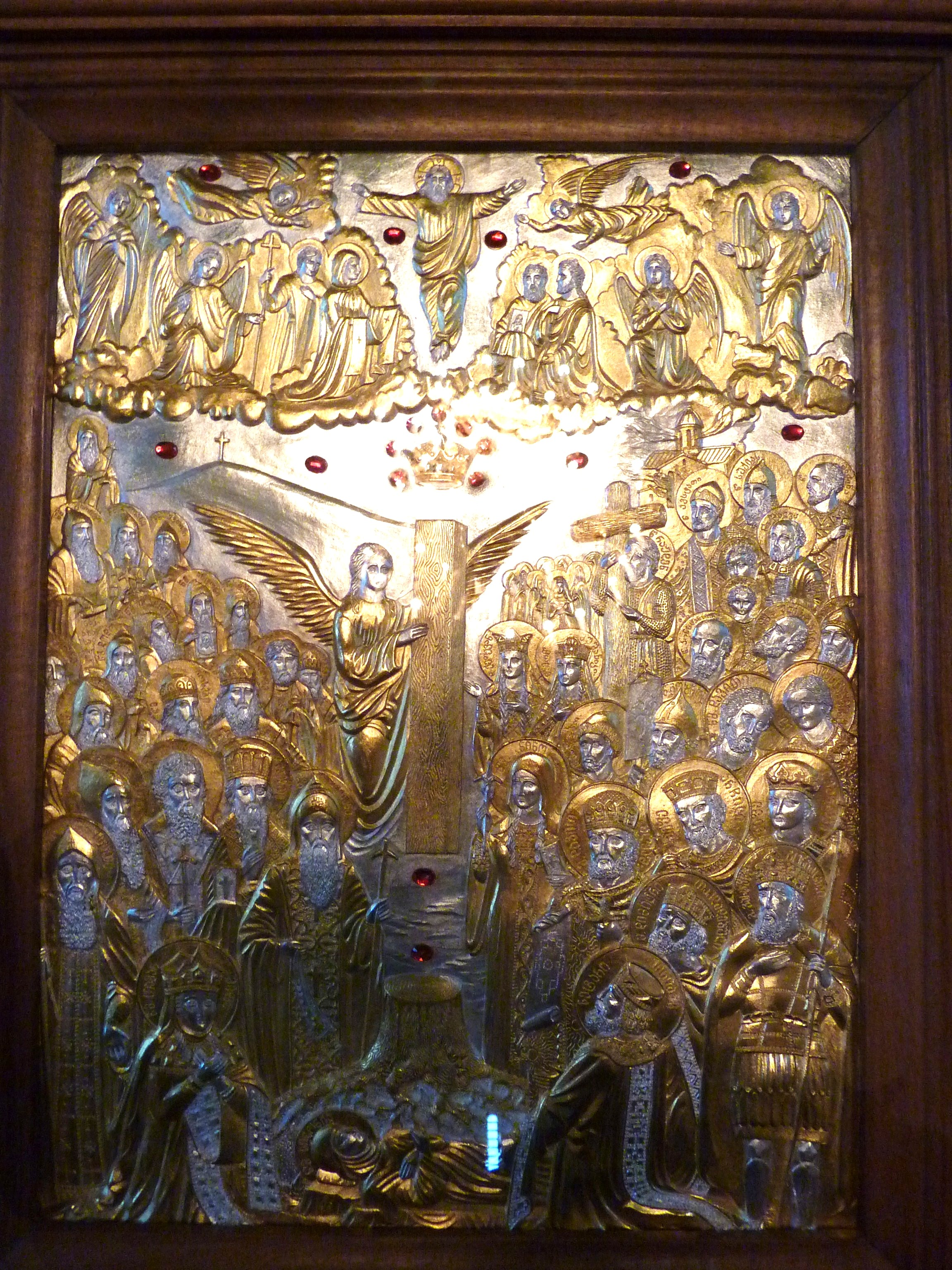
La légende de la colonne vivante (cathédrale Svétitskhovéli).
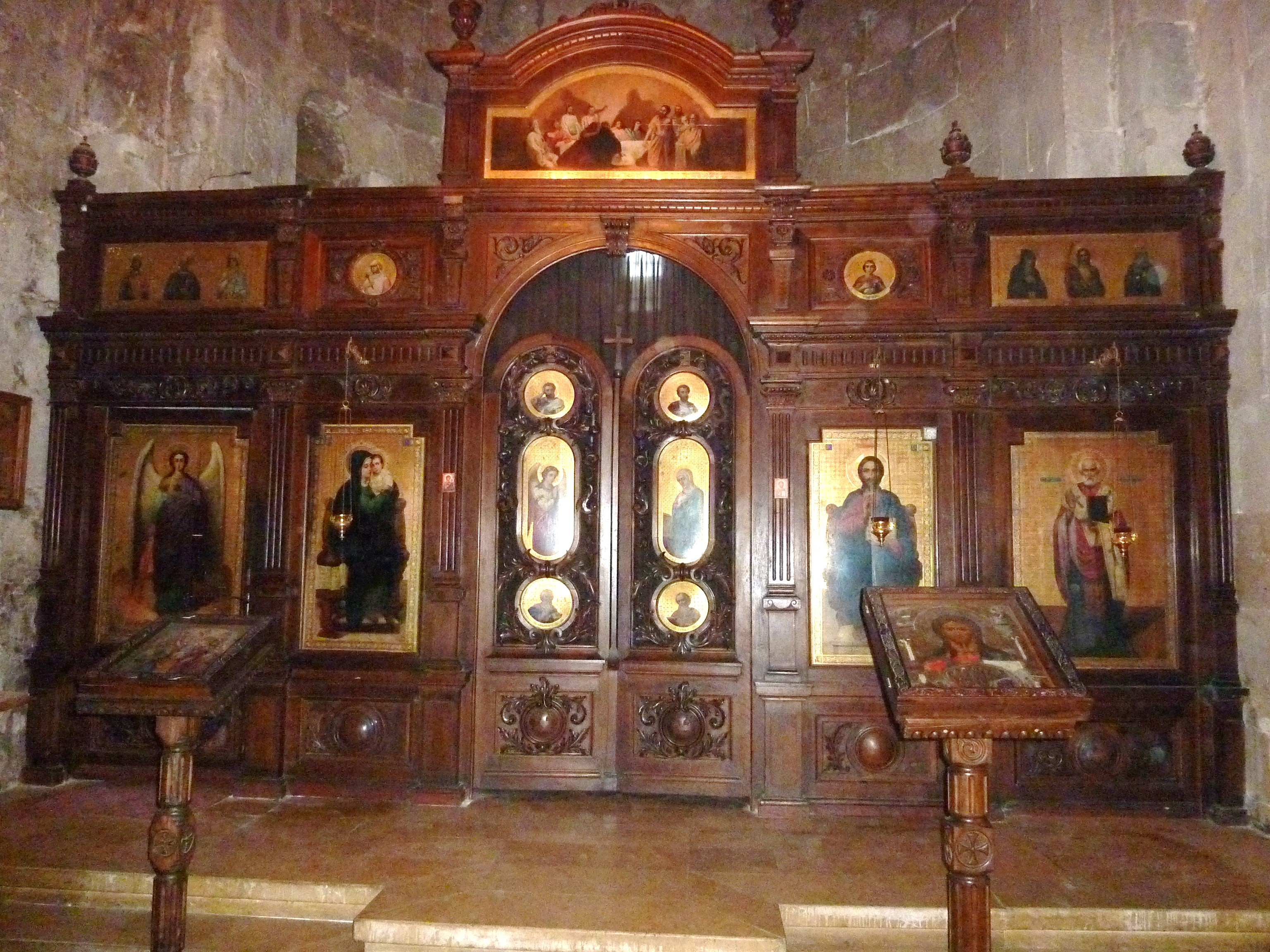
L'iconostase de la cathédrale Svétitskhovéli (influence russe orthodoxe).

## Jumelages
- Leuville-sur-Orge (France) depuis 2001
- Argos (Grèce) depuis 1991

## Proximité
- sud : Tbilissi,
- nord : Doucheti,
- ouest : Ksani, forteresse de Ksani, église Saint-Georges de Tsikhisdziri, forteresse de Tsitishvilebi, église de Vantébi,
- est, outre-Aragvi : monastère de Zedazeni, église Saint-Georges de Sagouramo (en), maison-musée d'Ilia Tchavtchavadzé, puis parc national de Tbilissi, avec le complexe de Mamdoka.

## Personnalités liées à la ville
- Varlam Liparteliani, né en 1989 à Mtskheta, judoka ;
- George Ovashvili, né en 1963 à Mtskheta, réalisateur, producteur, scénariste et acteur.

## Personnalités
- Anna Dogonadze (1973-) ;
- Eustathe de Mtskheta (-589) ;
- Giorgi Shermadini (1989-) ;
- Zénobie d'Arménie (Ier siècle de notre ère).